# كيبايرا

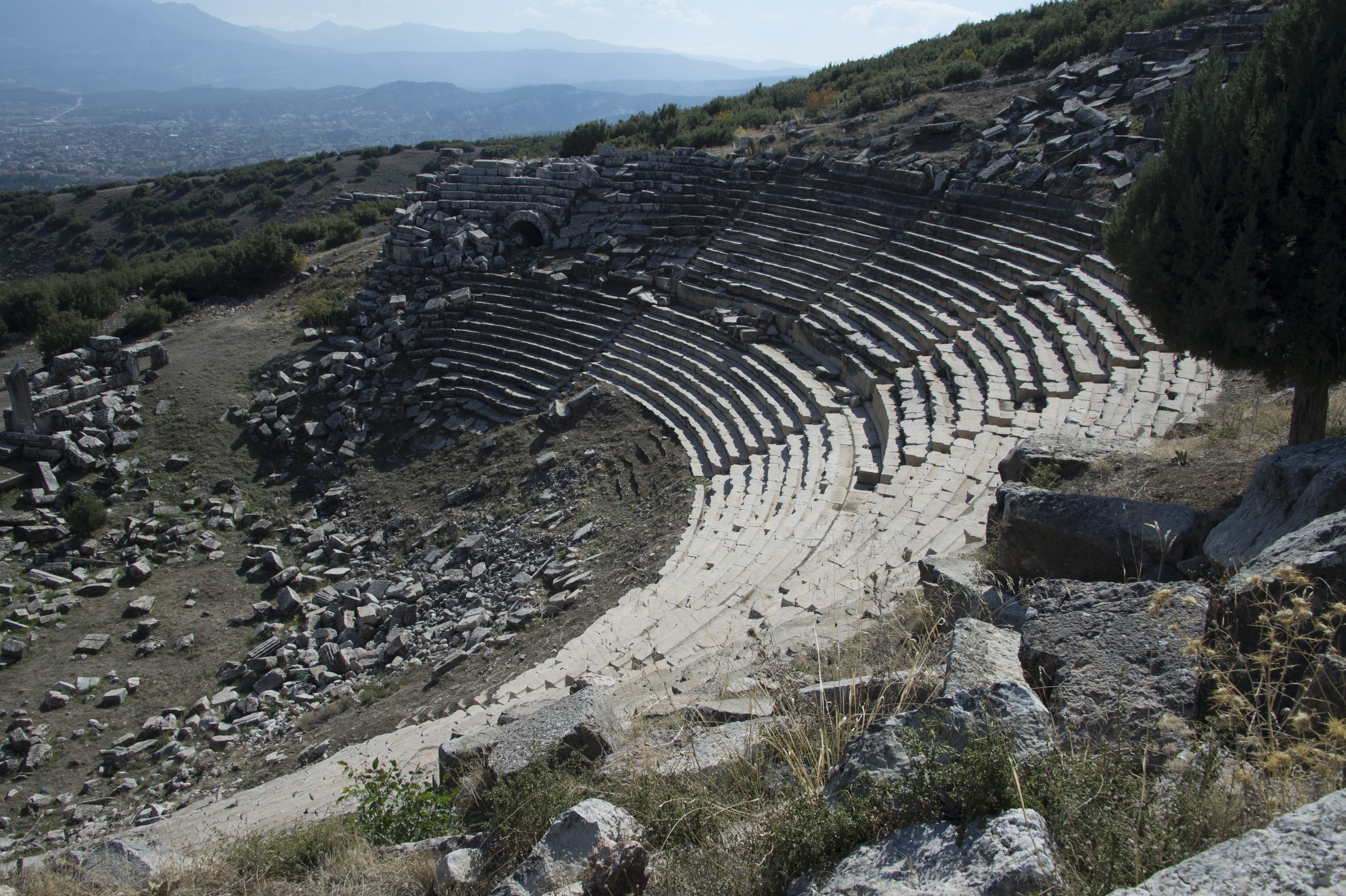

كيبايرا هي مدينة قديمة وموقع أثري في الجنوب الغربي من تركيا، قرب البلدة الحالية غولهيسار، التابعة لمحافظة بوردور.
وباحتمال أن أوّل من سكنها هم الليديون، فإنها أيضاً المكان الذي عاشت فيه اللغة الليدية التي كانت ما تزال متداولة في عهد سترابو (القرن الأول ق.م.) وفقاً لسجلاته هو. الأمر الذي يجعل من كيبايرا آخر الأماكن التي احتضنت هذه الحضارة والتي انقرضت فيها.
وقد تألّفت رباعية أو تحالف المدن الأربعة تحت قيادة كيبايرا خلال القرن الثاني ق.م. فشملت هذه الرباعية كلّ من المدن الجارة بوبون وبالبورا وأوينواندا. وقد تحلّلت هذه الرباعية على يد القائد الروماني لوشيوس ليسينيوس مورينا خلال الحرب المثريديتية الأولى.